# Szarejki (Kowale Oleckie)
Szarejki (deutsch Schareyken, 1938 bis 1945 Schareiken) ist ein Dorf in der polnischen Woiwodschaft Ermland-Masuren und gehört zur Landgemeinde Kowale Oleckie (Kowahlen, 1938 bis 1945 Reimannswalde) im Powiat Olecki (Kreis Oletzko/Treuburg).

## Geographische Lage
Szarejki liegt im Nordosten der Woiwodschaft Ermland-Masuren, 12 Kilometer nordwestlich der Kreisstadt Olecko (Marggrabowa, auch: Oletzko, 1928 bis 1945 Treuburg).

## Geschichte
Das heutige Szarejki ist ein im Jahre 1566 vom Dorfschulzen Schareyko, dem Namensgeber des Ortes, gegründete Siedlung. Vor 1785 wird das Dorf auch Scharecken, nach 1785 Scharreicken genannt. Am 27. Mai 1874 wurde es Amtssitz und damit namensgebend für einen neu errichteten Amtsbezirk, der bis 1933 zum Kreis Oletzko – von 1933 bis 1945 Landkreis Treuburg genannt – im Regierungsbezirk Gumbinnen der preußischen Provinz Ostpreußen gehörte.
253 Einwohner zählte Schareyken im Jahre 1910. Ihre Zahl stieg bis 1933 auf 264 und belief sich 1939 bereits auf 309.
Aufgrund der Bestimmungen des Versailler Vertrags stimmte die Bevölkerung im Abstimmungsgebiet Allenstein, zu dem Schareyken gehörte, am 11. Juli 1920 über die weitere staatliche Zugehörigkeit zu Ostpreußen (und damit zu Deutschland) oder den Anschluss an Polen ab. In Schareyken stimmten 226 Einwohner für den Verbleib bei Ostpreußen, auf Polen entfiel keine Stimme.
Aufgrund politisch-ideologischer Abwehr fremdländisch scheinender Schreibweise wurde der Ortsname Schareykens am 3. Juni 1938 (amtlich bestätigt am 16. Juli) in „Schareiken“ umgewandelt. In Kriegsfolge kam das Dorf 1945 mit dem gesamten südlichen Ostpreußen zu Polen und erhielt die polnische Namensform „Szarejki“. Das Dorf ist heute Sitz eines Schulzenamtes (polnisch: Sołectwo) und eine Ortschaft im Verbund der Landgemeinde Kowale Oleckie im Powiat Olecki, bis 1998 der Woiwodschaft Suwałki, seither der Woiwodschaft Ermland-Masuren zugehörig.

### Amtsbezirk Schareyken/Schareiken (1874–1945)
In den Amtsbezirk Schareyken (1938 bis 1945 „Amtsbezirk Schareiken“), der Zeit seines Bestehens zum Kreis Oletzko (von 1933 bis 1945 in „Landkreis Treuburg“ umbenannt) gehörte, waren anfangs sieben, am Ende noch sechs Orte eingegliedert:
| Name         | Änderungsname 1928 bis 1945 | Polnischer Name | Bemerkungen                                    |
| ------------ | --------------------------- | --------------- | ---------------------------------------------- |
| Friedensdorf |                             | Kilianki        |                                                |
| Gortzitzen   | (seit 1909:) Gartenberg     | Gorczyce        | 1928 in die Landgemeinde Monethen eingemeindet |
| Kiliannen    | Kilianen                    | Kiliany         |                                                |
| Monethen     | Moneten                     | Monety          |                                                |
| Rogowken     | Roggenfelde (Ostpr.)        | Rogówko         |                                                |
| Schareyken   | Schareiken                  | Szarejki        |                                                |
| Stoosznen    | Stosnau                     | Stożne          |                                                |

## Kirche

### Kirchengebäude
Die in den 1560er Jahren errichtete Kirche brannte 1677 aus und wurde 1719 durch einen Neubau ersetzt. Es handelt sich um eine verputzte Feldsteinkirche mit Altar und Kanzel aus der Werkstatt von Friedrich Pfeffer in Königsberg (Preußen) aus dem Jahre 1720. Bis 1945 war die Kirche evangelisches Gotteshaus, seither dient sie als katholisches gottesdienstliches Zentrum und trägt den Namen Kościół św. Matki Bożej Różańcowej.

### Kirchengemeinde

#### Evangelisch
Seit der Gründung einer Kirchengemeinde in Schareyken war sie am lutherischen Bekenntnis orientiert. Bis 1945 gehörte sie mit ihrem 21 Ortschaften zählenden Kirchspiel zum Kirchenkreis Oletzko/Treuburg in der Kirchenprovinz Ostpreußen der Kirche der Altpreußischen Union. Aufgrund von Flucht und Vertreibung der einheimischen Bevölkerung kam in dem dann Szarejki genannten Ort das kirchliche Leben zum Erliegen. Heute hier wieder lebende evangelische Kirchenglieder gehören zur Kirchengemeinde im weit entfernten Gołdap, einer Filialgemeinde von Suwałki in der Diözese Masuren der Evangelisch-Augsburgischen Kirche in Polen.

#### Katholisch
Erst nach 1945 blühte in Szarejki aufgrund des Zustroms von Neusiedlern das katholische Leben auf. Das Dorf wurde nun auch wieder Pfarrort, jetzt allerdings dem katholischen Dekanat in Olecko Niepokalanego Poczęcia Najświętszej Maryi Panny unterstellt und zum Bistum Ełk (Lyck) der Katholischen Kirche in Polen zugehörig. Die Pfarrei umfasst zehn Ortschaften und betreut auch die Filialkapellengemeinde in Stożne (Stoosznen, 1938 bis 1945 Stosnau).

## Persönlichkeiten
- Johannes Maurach (* 31. Mai 1883 in Schareyken; † 1951), deutscher Theaterschauspieler und -regisseur

## Verkehr
Szarejki liegt verkehrsgünstig nur zwei Kilometer westlich der bedeutenden Nord-Süd-Verkehrsachse, der polnischen Landesstraße DK 65 (ehemalige deutsche Reichsstraße 132), und ist über eine Stichstraße, die südlich von Kowale Oleckie abzweigt, zu erreichen. Bis 1993 bestand Anbindung an die Bahnstrecke Ełk–Tschernjachowsk (Lyck–Insterburg) mit den Bahnstationen Stożne bzw. Kowale Oleckie, die jedoch seither nicht mehr betrieben wird.